# Tibracana
Tibracana là một chi bướm đêm thuộc họ Erebidae.